# Stadtkreisgericht Šiauliai

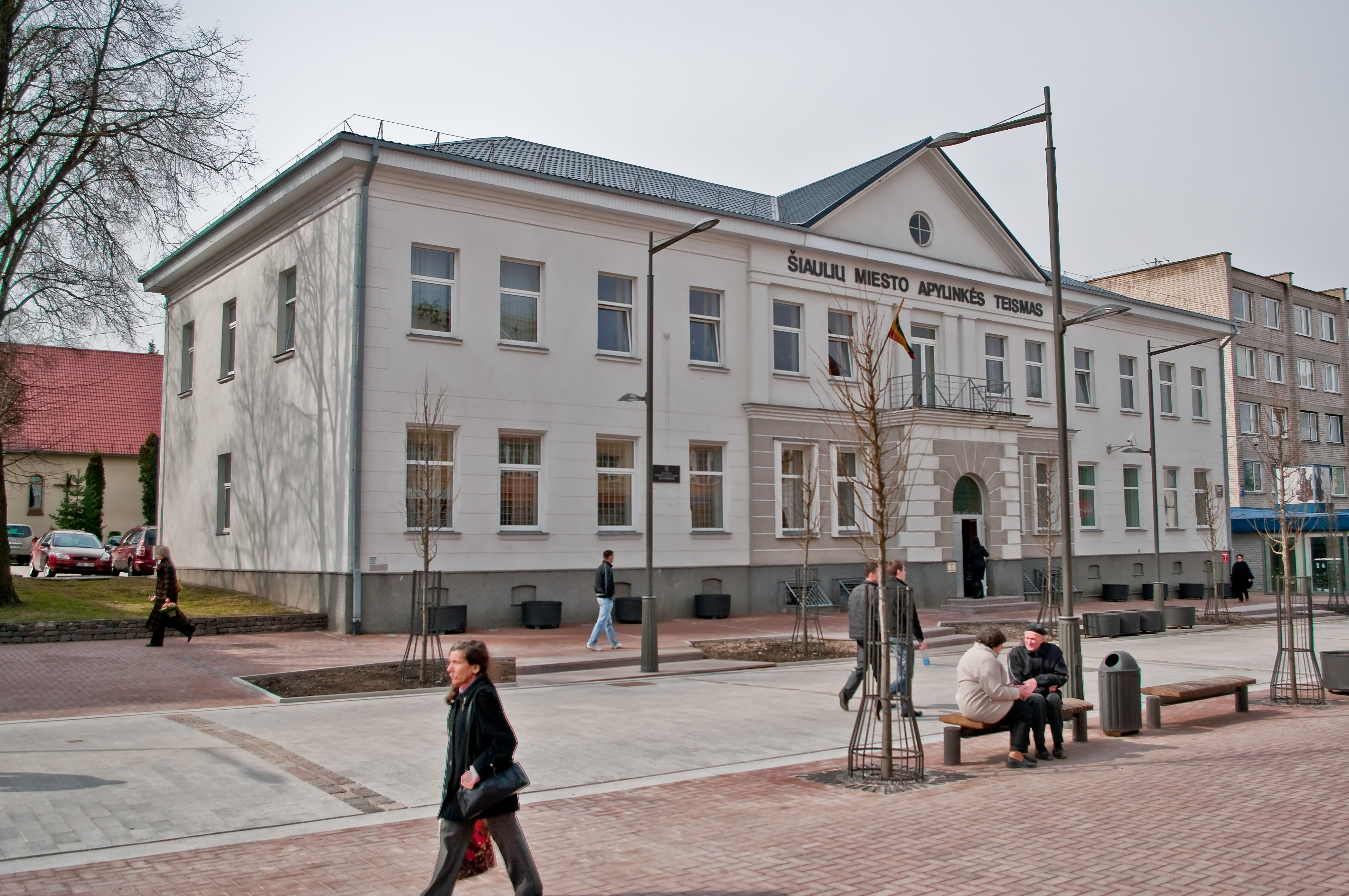
Stadtkreisgericht Šiauliai

Das  Stadtkreisgericht Šiauliai (litauisch Šiaulių miesto apylinkės teismas) ist ein Kreisgericht in Litauen und eines der vier Gerichte (neben dem Bezirksgericht Šiauliai, Bezirksverwaltungsgericht Šiauliai und dem Kreisgericht Šiauliai) in der viertgrößten Stadt der Republik. Das zuständige Territorium ist die Stadt Šiauliai. Das Gericht der 2. Instanz ist das Bezirksgericht Šiauliai.
Adresse: Vilniaus g. 247, LT-76343 Šiauliai.
Gerichtsarchiv: Vytauto g. 149, Šiauliai.
Hypothekabteilung: Vytauto g. 149, Šiauliai.

## Geschichte
Am 26. März 1987 bestätigte man sechs Richterstellen und am 21. Juni 1987 wurde Vaclovas Algimantas Birbilas zum Vorsitzenden gewählt (1992 zur 2. Kadenz vom Obersten Rat der Republik Litauen ernannt).
Bis zum 31. Dezember 2002 gab es am Stadtkreisgericht Šiauliai (Vytauto g. 149) eine staatliche Gerichtsvollzieherkanzlei mit zwölf Gerichtsvollziehern (Obergerichtsvollzieher R. Kudrauskas).
Seit 2003 gibt es Vermögensarrestregister (Turto arešto aktų registras).

## Richter
- Gerichtspräsidentin Gema Janušienė
- Stellvertretende Gerichtspräsidentin Lina Muchtarovienė
- Leiterin der Hypothekabteilung Richterin Jarūnė Sedalienė
- Stellvertretende Leiterin der Hypothekabteilung Richterin Jūratė Jokubauskienė